# Flexàgon

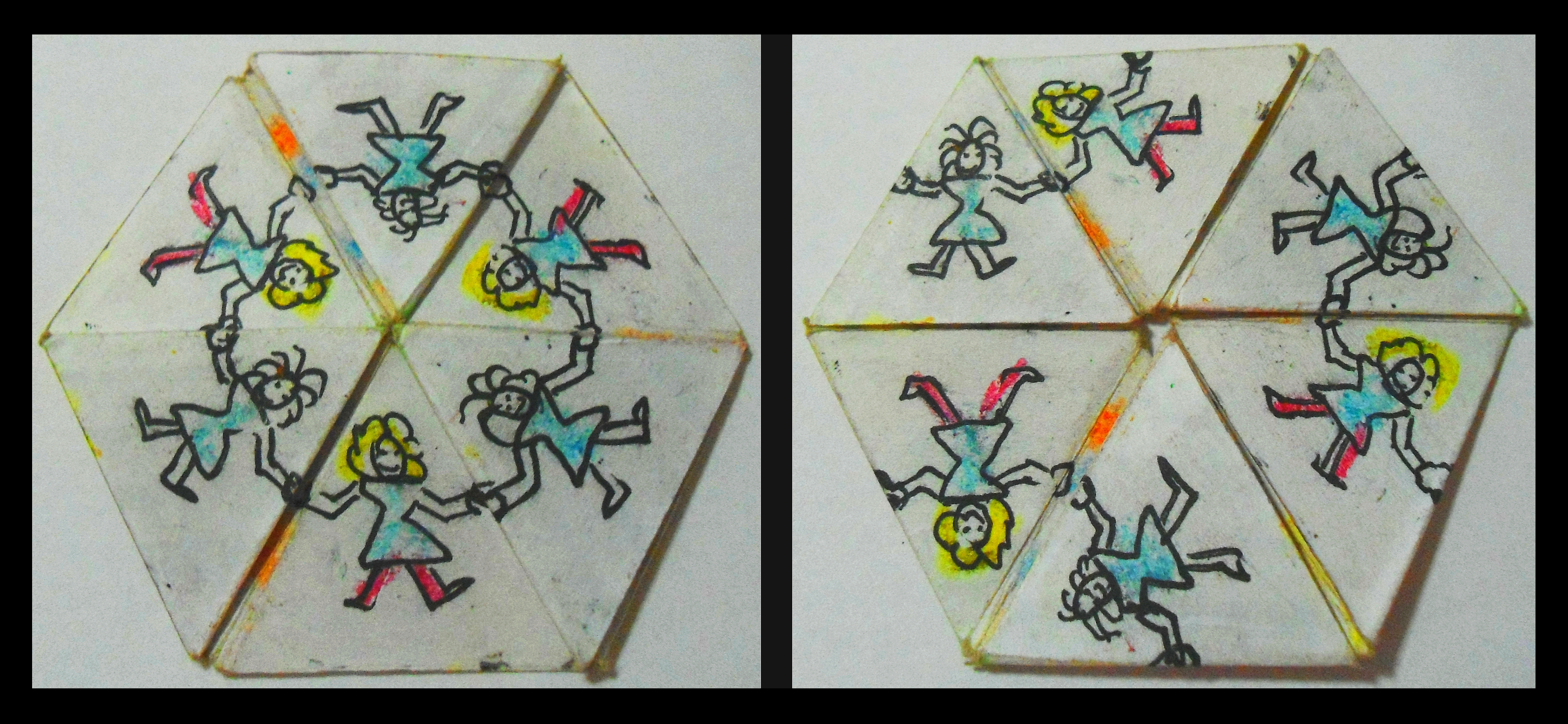
Hexaflexàgon mostrant les seves dues cares principals

Un flexàgon és un objecte pla amb forma de polígon (quadrat, rectangle o hexàgon) creat al plegar un full de paper (o un altre material prou flexible i prim), la principal característica del qual és que mitjançant la seva correcta flexió, permet mostrar més cares de les que al principi mostra com a polígon pla. Els flexàgons es consideren un pasatemps, un joc, i part de la matemàtica recreativa, però també han estat estudiats des de la geometria. En concret, les seves propietats s'estudien des de la topologia, branca de les matemàtiques que s'encarrega d'estudiar les propietats de les superfícies.
Descoberts per Arthur Stone el 1939, els flexàgons pertanyen al grup de cossos geomètrics denominats caleidocicles i el seu nom es forma amb les paraules flexible i polígon. En funció del nombre de costats del polígon es pot parlar de tetraflexàgons (4 costats), hexaflexàgons (6 costats)... A més, Harold V. McIntosh descriu dos tipus de flexàgons no-plans formats a partir de pentàgons i d'heptàgons, als quals anomena, respectivament, pentaflexágonos i heptaflexágonos.
Dos flexàgons són equivalents si un pot transformar-se en l'altre mitjançant pessics i rotacions. L'equivalència entre flexàgons és una relació d'equivalència.

## Història
Els flexàgons van ser descoberts el 1939 per Arthur Stone, estudiant anglès de la carrera de matemàtiques a la Universitat de Princeton (Estats Units), als seus 23 anys. El descobriment va ser accidental: un dia, després de retallar uns fulls de paper perquè s'ajustessin a la seva carpeta d'Anglaterra, Stone va començar a plegar les tires sobrants de diferents maneres i en diferents formes com a entreteniment, i així va aconseguir una figura plana en forma d'hexàgon regular que tenia la curiosa característica de què,en unir tres de les seves cantonades alternes, es podia tornar a obrir des del centre, de manera similar a una flor, però mostrant una nova cara que abans no era visible i ocultant-ne una de les que sí que ho eren.
Aquest primer flexàgon, que en la nomenclatura actual s'anomena trihexaflexàgon, tenia només tres cares, dues visibles i una oculta en cada moment. L'endemà, el mateix Arthur Stone va aconseguir construir-ne un nou tipus; aquesta vegada amb, sis cares, dues visibles i quatre ocultes. Aquest segon flexàgon s'anomena, hexahexaflexàgon. Convençut que havia trobat una cosa interessant, els va mostrar a alguns dels seus companys i amics i, en poc temps, els ja batejats com "flexágonos", es van convertir en el seu passatemps més popular. Entre aquest grup de companys, que posteriorment esdevindrien científics reconeguts (el matemàtic Bryant Tuckerman, el físic Richard P. Feynman i l'estadístic John W. Tukey), van crear el Princeton Flexagon Committee ("Comitè de Flexàgons de Princeton"). El primer d'ells desenvoluparia un mètode topològic, denominat "Tuckerman traverse", per descobrir totes les cares d'un flexàgon.
Els flexàgons es van popularitzar i arribar a un gran públic a partir de mitjan anys 50 gràcies al matemàtic i divulgador Martin Gardner, amb la publicació dels seus articles de passatemps matemàtics a la revista Scientific American. Precisament la primera de les seves columnes, publicada el 1956, es deia Flexàgons. Posteriorment publicaria el llibre Hexaflexàgons i altres passatemps matemàtics.

## Nomenclatura
Actualment, per denominar els flexàgons s'utilitzen dos prefixos seguits de la terminació -flexàgon; els tres termes se separen a vegades mitjançant un guió.
El primer prefix indica el nombre de cares.
El segon prefix pot indicar dues coses en funció dels autors: per uns indica el nombre de costats del flexàgon; per altres indica el nombre de polígons que formen cada cara. Així, per exemple, el tetraoctaflexàgon no té vuit costats, sinó només quatre, però s'anomena així perquè està format per vuit triangles.
Per a tots els autors, el flexàgon original creat per Stone és un tri-hexa-flexàgon (tres cares, sis costats), mentre que el segon model és un hexa-hexa-flexàgon (sis cares, sis costats).

## Tipus
Tetraflexàgons
Els tetraflexàgons són flexàgons de quatre costats, quadrats o rectangulars (amb quatre o sis quadrats a cada cara). Es flexen tancant-los com si fossin un llibre i obrint-los per la cara oposada. Tipus:
- Tritetraflexàgon. Tres cares.
- Tetratetraflexàgon. Quatre cares.
- Hexatetraflexàgon. Sis cares.

Octaflexàgons
Els octaflexàgons són un tipus particular de tetraflexàgons. Cadascun dels quatre quadrats que formen cada cara està, al seu torn, dividit en dos triangles rectangles isòsceles; per tant, a l'haver-hi vuit polígons al voltant del centre de cada cara, s'utilitza el prefix octo-. Aquesta divisió en triangles fa que, malgrat ser quadrats, es flexin com els hexaflexágonos, mitjançant la unió de puntes alternes i obrint pel mig. Tipus:
- Tetraoctaflexàgon. Quatre cares.
- Octaoctaflexàgon. Vuit cares.

Hexaflexàgons
Els hexaflexàgons són flexàgons de sis costats. És la família de flexàgons amb més tipus:
- Trihexaflexàgon. Tres cares.
- Tetrahexaflexàgon. Quatre cares.
- Pentahexaflexàgon. Cinc cares.
- Hexahexaflexàgon. Sis cares. Hi ha 3 models diferents.
- Heptahexaflexàgon. Set cares. Hi ha 4 models diferents.
- Octahexaflexàgon. Dotze cares. Hi ha 12 models diferents.
- Eneahexaflexàgon. Nou cares. Hi ha 27 models diferents.
- Decahexaflexàgon. Deu cares. Existeixen 82 models diferents.
- Dodecahexaflexàgon. Dotze cares. És un tipus especial d'hexahexaflexàgon creat utilitzant una cinta doble de paper. Seguint aquest mètode, Tuckerman va arribar a fer un model de 48 cares.

Dodecaflexàgon
El dodecaflexàgon, descrit per Ann Schwartz, és un tipus especial d'hexaflexágono, així com l'octaflexàgon ho és respecte del tetraflexàgon. En aquest cas, cadascun dels triangles equilàters que formen l'hexàgon està subdividit al seu torn en dos triangles rectangles. Això fa que quan es manipula es puguin combinar triangles de diferents cares i que es puguin formar figures no hexagonals.